# 等々力英男
等々力 英男（とどりき ひでお、1914年1月25日 - 1992年5月6日）は、日本の経営者。新潟県新潟市出身。

## 経歴
1936年に京都帝国大学法学部を卒業し、同年に新潟トヨタ自動車に入社。1951年に社長に就任し、1987年には会長に就任。1980年10月から1988年6月までにテレビ新潟放送網社長を務め、第四銀行顧問、新潟商工会議所会頭なども歴任。
1975年4月に藍綬褒章を受章し、1984年4月に勲二等瑞宝章を受章した。また馬主ともなり、1971年から1979年にかけて新潟馬主協会会長を務めた。
1992年5月6日肺気腫のために死去。78歳没。